# Borgo Quinzio
Borgo Quinzio (Villa Canina in dialetto locale) è la terza frazione del comune di Fara in Sabina in provincia di Rieti per numero di abitanti. È situato lungo la Via Salaria Vecchia, a circa metà strada tra Roma e Rieti.

## Servizi
Nel paese è presente una farmacia comunale, un ufficio postale, una scuola dell'infanzia (inaugurata a settembre 2018), una scuola primaria e una scuola secondaria di primo grado, entrambe facenti parte dell'Istituto Comprensivo Fara Sabina,. Sono inoltre presenti diverse attività commerciali tra cui una panetteria storica, un frantoio, una frutteria, due negozi di alimentari, un negozio di ottica, una pescheria, due negozi di oggetti per la casa e bomboniere, un negozio di mobili e cucine, una pizzeria al taglio ed un pub.

## Festa patronale
Tutt'oggi il patrono Sant'Atanasio viene festeggiato non il 2 maggio, ricorrenza del Santo, ma la prima domenica di settembre, continuando una tradizione che prevedeva i festeggiamenti solo dopo che il grano fosse ben stivato nei granai e consentisse di affrontare le spese per la festa del Santo patrono.

## Infrastrutture e trasporti

### Strade
Borgo Quinzio si trova lungo la strada provinciale n. 40 "Salaria vecchia", il vecchio tracciato della Strada statale 4 Via Salaria, che proprio a Borgo Quinzio si ricollega al tracciato moderno. La Salaria collega il paese a Roma e al capoluogo Rieti.
Inoltre a Borgo Quinzio ha inizio la Strada statale 636 di Palombara per Moricone, Palombara Sabina e Tivoli.

### Ferrovie
La stazione più vicina è quella di Fara Sabina-Montelibretti, che dista circa 7 km, posta sulla ferrovia Firenze-Roma (linea lenta). Il paese avrebbe dovuto essere collegato dalla Ferrovia Salaria (Roma-Rieti-Ascoli Piceno-San Benedetto del Tronto), che fu più volte progettata sin dalla fine dell'Ottocento ma mai realizzata.

### Mobilità urbana
Il paese è percorso dalle linee Cotral (Compagnia Trasporti Laziali) con una fermata nel centro abitato e due fermate poco al di fuori di questo. I bus più numerosi percorrono la direttrice Roma-Rieti, ma con minor frequenza sono disponibili bus da e per Monteflavio (RM), Montorio Romano (RM), Nerola (RM) e bus diretti alla stazione FS di Fara Sabina-Montelibretti.